# Ostre (Schlesische Beskiden)
Der Ostre ist ein Berg in Polen. Mit einer Höhe von 930 m ist er einer der niedrigeren Berge im Barania-Kamm in den Schlesischen Beskiden. Der Berg ist ein beliebtes Touristenziel mit vielen Ausblicken auf die benachbarten Gebirge und das Tiefland. Der Gipfel ist nach dem nahegelegenen Dorf Ostre benannt.

## Tourismus
- Auf den Gipfel führen mehrere markierte Wanderwege von Szczyrk und Węgierska Górka.